# Прогорелое
Прогорелое — село в Петропавловском районе Воронежской области России.
Входит в состав Новолиманского сельского поселения.

## География

### Улицы
- ул. Набережная
- ул. П. Волкова
- ул. Победы

## Население
| 1859 | 1897  | 2010 |
| ---- | ----- | ---- |
| 3146 | ↘1193 | ↘135 |